# Роттерт, Павел Павлович
Па́вел Па́влович Ро́ттерт (Ро́терт) (4 июля 1880, Белосток, Российская империя, ныне Польша — 11 ноября 1954, Москва, СССР) — советский инженер-строитель и хозяйственный деятель, первый начальник Метростроя г. Москвы, член-корреспондент Академии архитектуры СССР, доктор технических наук, профессор. Беспартийный.

## Биография
Павел Павлович Роттерт родился в 1880 году в Белостоке (тогда — Российская империя) в немецкой семье мастера текстильной фабрики.
В 22 года приехал в Санкт-Петербург. С 1902 по 1911 годы учился в Петербургском институте гражданских инженеров. Участвовал в студенческом движении во время революции 1905—1907 годов. Студентом он получил премии за конструктивное черчение и работу по расчету мостов. При окончании института Роттерт был удостоен медалью за блестящую работу «по приложению строительной механики к строительному искусству».
Роттерт начал работать на южных железных дорогах — строил паровозные и вагонные мастерские, здание управления железных дорог в городе Харькове. Он быстро завоевал авторитет не только среди коллег, но и у рабочих. После Февральской революции 1917 Роттерт был избран председателем Совета депутатов Южных железных дорог.
«В 1917 году в августе вспыхнул контрреволюционный мятеж генерала Корнилова, двинувшего войска на Петроград. И в наши дни в Центральном государственном архиве Октябрьской революции хранится телеграмма, разосланная тогда по всей сети южных железных дорог: „Не давать корниловцам ни одного паровоза, ни одного вагона, не перевозить их эшелонов!“. Подписал телеграмму председатель Совета депутатов Роттерт, он же возглавил особый стачечный комитет, действовавший против корниловцев. Генеральский мятеж провалился, но когда во время гражданской войны Харьков захватили белогвардейские войска одного из ближайших сподвижников Корнилова — генерала Деникина, о Роттерте не забыли. „Крамольного“ инженера бросили в подвал контрразведки, откуда его вызволила освободившая город Красная Армия.»
После гражданской войны трудился инженером по восстановлению промышленных зданий Донбасса.
В 1925—1927 годах Роттерт был руководителем строительства Дома Госпромышленности (Госпром) в Харькове (столице Украины на тот период).
В 1927 году Роттерт был заместителем главного инженера, позже — главным инженером Днепростроя. На Днепрострое непосредственно руководил сооружением заводов Днепровского промышленного комбината, строительством мостов через новый и старый Днепр, железнодорожных веток.

### Метрострой
В 1930 году Роттерт был направлен в командировку по Соединенным Штатам Америки и Западной Европе для ознакомления с методами строительства гидротехнических сооружений, высотных зданий, больших мостов и других объектов. Поездка по автомобильному тоннелю под рекой Гудзон, соединяющему остров Манхэттен со штатом Нью-Джерси, заставила его обратить внимание на практику создания крупных тоннелей. В Америке Роттерт ознакомился со строительством метрополитенов в Нью-Йорке, Детройте и Филадельфии, а в Европе — в Париже и Берлине.
В 1931 году - первый начальник и главный инженер Московского метростроя, возглавлял строительство 1-й и 2-й очереди Московского метрополитена.
Кроме первой очереди метро под руководством П. П. Роттерта была спроектирована и построена вторая очередь московского метро, а также в значительной степени составлен проект третьей очереди.

### После Метростроя
С 1938 года Роттерт работал в Академии наук СССР, затем руководил научными исследованиями в Институте организации и механизации строительства. Профессор, один из первых докторов технических наук.
Скончался 11 ноября 1954 года в Москве. Похоронен на Введенском кладбище (5 уч.).

## Награды
- Орден Ленина — за строительство Днепростроя (1931 г.).
- Орден Красной Звезды — за строительство первой очереди метрополитена г. Москвы (1935 г.).